# Kritikerprisen
Kritikerprisen er en dansk litteraturpris, der tildeles et værk, der er udkommet i årets løb, og som fortjener større opmærksomhed. 
Prisen er indstiftet af Den Danske Forlæggerforening i 1957. Uddelingen blev fra 1971 overtaget af Litteraturkritikernes Lav, hvor den uddeles efter afstemning blandt lavets medlemmer. Med prisen følger et kontant vederlag på 30.000 kr.
Udover Kritikerprisen uddeler Litteraturkritikernes Lav også Georg Brandes-prisen.

## Prismodtagere
- 1957 – Karen Blixen og Per Lange
- 1958 – Poul Ørum: Lyksalighedens Ø (roman) og Frank Jæger: Velkommen, vinter
- 1959 – Villy Sørensen: Digtere og dæmoner – fortolkninger og vurderinger (essays) og Willy-August Linnemann: Døden må have en årsag (roman)
- 1960 – Ole Sarvig
- 1961 – Cecil Bødker
- 1962 – Albert Dam
- 1963 – Leif Panduro: Fern fra Danmark (roman)
- 1964 – Erik Aalbæk Jensen: Perleporten (roman)
- 1965 – Klaus Rifbjerg: Amagerdigte
- 1966 – Benny Andersen
- 1967 – Jørgen Gustava Brandt
- 1968 – Anders Bodelsen
- 1969 – Inger Christensen: Det (digte)
- 1970 – Peter Seeberg: Hyrder (roman)
- 1971 – Elsa Gress: Fuglefri og fremmed (erindringer)
- 1972 – Christian Kampmann
- 1973 – Aage Dons: Nødstedt i natten (roman)
- 1974 – Allan Bock
- 1975 – Thorkild Bjørnvig
- 1976 – Svend Åge Madsen: Tugt og utugt i mellemtiden (roman)
- 1977 – Tage Skou-Hansen: Den hårde frugt (roman)
- 1978 – Vagn Lundbye: Tilbage til Anholt (roman)
- 1979 – Erik Stinus: Jorden under himlen (digtsamling)
- 1980 – William Heinesen: Her skal danses (roman)
- 1981 – Henrik Stangerup: Vejen til Lagoa Santa (roman)
- 1982 – Kirsten Thorup: Himmel og helvede (roman)
- 1983 – Dorrit Willumsen: Maria (roman)
- 1984 – Henrik Nordbrandt: 84 digte (digtsamling)
- 1985 – Hanne Marie Svendsen: Guldkuglen (roman)
- 1986 – Bo Green Jensen: Porten til jorden (digtsamling)
- 1987 – Vita Andersen: Hva'for en hånd (roman)
- 1988 – Mette Winge: Skriverjomfruen (roman)
- 1989 – Jens Smærup Sørensen: Katastrofe (roman)
- 1990 – Gynther Hansen: Danskerne (roman)
- 1991 – Ib Michael: Vanillepigen (roman)
- 1992 – Peer Hultberg: Byen og verden (roman)
- 1993 – Peter Høeg: De måske egnede (roman)
- 1994 – Christian Skov: Høstnætter (roman)
- 1995 – Per Højholt: Praksis, 11: Lynskud (digtsamling) og Stenvaskeriet (essaysamling)
- 1996 – Jytte Borberg: Verdens ende (roman)
- 1997 – Knud Sørensen: En tid (roman)
- 1998 – Bent Vinn Nielsen: En skidt knægt (roman)
- 1999 – Vibeke Grønfeldt: Det rigtige (roman)
- 2000 – Henning Mortensen: Raketter (roman)
- 2001 – Sven Holm: Kanten af himlen (novellesamling)
- 2002 – Camilla Christensen: Jorden under Høje Gladsaxe (roman)
- 2003 – Peter Laugesen: Forstad til alt (digtsamling)
- 2004 – Katrine Marie Guldager: København (novellesamling)
- 2005 – Helle Helle: Rødby-Puttgarden (roman)
- 2006 – Naja Marie Aidt: Bavian (novellesamling)
- 2007 – Hans Otto Jørgensen: Med plads til hundrede køer (roman)
- 2008 – Klaus Høeck: Palimpsest (digte)
- 2009 – Eske K. Mathiesen: Bonjour monsieur Satie (digte)
- 2010 – Christina Hesselholdt: Camilla – og resten af selskabet (prosa)
- 2011 – Lars Frost: Skønvirke (prosa)
- 2012 – Pia Juul: Afsted, til stede (noveller)
- 2013 – Niels Frank: Nellies bog (roman)
- 2014 – Harald Voetmann: Alt under månen (roman)
- 2015 – Ursula Andkjær Olsen: Udgående fartøj (digte)
- 2016 – Rasmus Nikolajsen: Tilbage til unaturen (digte)
- 2017 – Ida Jessen: Doktor Bagges anagrammer (roman)
- 2018 – C.Y. Frostholm: Træmuseet (essayfortælling)
- 2019 – Pablo Llambías: Zombierådhus (roman)
- 2020 – Asta Olivia Nordenhof: Scandinavian Star. Del 1 - Penge på lommen (roman)
- 2021 – Marianne Larsen: den morgen jeg tilfældigvis ikke var et insekt i september (digte)
- 2022 – Cecilie Lind: Pigedyr (roman)
- 2023 – Solvej Balle: Om udregning af rumfang V (roman)